# Urdin Sagarra
Urdin Sagarra es el nombre de una variedad cultivar de manzano (Malus domestica). Esta manzana está cultivada en diversos viveros entre ellos algunos dedicados a conservación de árboles frutales en peligro de desaparición. La manzana 'Urtebi Sagarra' es originaria de Vizcaya, donde tuvo su mejor época de cultivo comercial en la década de 1960, y actualmente en menor medida aún se encuentra.

## Sinónimos
- "Manzana Urdin",[7][8][9]
- "Manzana Azul",
- "Urdinsagar",

## Historia
'Urdin Sagarra' es una variedad de manzana cultivada en Vizcaya está considerada incluida en las variedades locales autóctonas muy antiguas, cuyo cultivo se centraba en comarcas muy definidas. Se caracterizaban por su buena adaptación a sus ecosistemas y podrían tener interés genético en virtud de su adaptación. Estas se podían clasificar en dos subgrupos: de mesa y de sidra (aunque algunas tenían aptitud mixta).
'Urdin Sagarra' es una variedad clasificada mixta, tanto de mesa, como de sidra, siendo una de las variedades fundamentales en la elaboración de sidra en Vizcaya; difundido su cultivo en el pasado por los viveros comerciales y cuyo cultivo en la actualidad se ha reducido a huertos familiares y jardines privados.

## Características
El manzano de la variedad 'Urdin Sagarra' tiene un vigor alto; con producción alta, árbol vecero presenta alternancia (contrañada); florece a inicios de mayo; tubo del cáliz pequeño y estrecho, y con los estambres situados en su mitad.
La variedad de manzana 'Urdin Sagarra' tiene un fruto de tamaño medio o pequeño; forma tronco-cónica, globosa en la parte inferior, alguna vez rebajada de un lado, y con contorno esferoirregular, rara vez regular; piel gruesa, dura y brillante; con color de fondo amarillo pálido, siendo el color del sobre color cobre y rosa, importancia del sobre color medio, siendo su reparto en chapa / rayas, con chapa cobriza de variada extensión con pinceladas rosa ciclamen, acusa punteado pequeño, ruginoso, abundante, más denso en la parte del ojo, y una sensibilidad al "russeting" (pardeamiento áspero superficial que presentan algunas variedades) débil; pedúnculo de longitud media y poco fino, curvado o recto, anchura de la cavidad peduncular es amplia o estrecha, profundidad de la cavidad pedúncular es profunda, con fondo ruginoso más o menos apreciable verde marrón, con el borde ondulado y generalmente rebajado de un lado, y con una  importancia del "russeting" en cavidad peduncular media; anchura de la cavidad calicina estrecha, profundidad de la cav. calicina casi superficial o profunda y con cubeta marcada, borde levemente ondulado, y con la importancia del "russeting" en cavidad calicina débil; ojo pequeño, abierto o cerrado; sépalos muy compactos en su base, cortos y puntiagudos, vueltos hacia fuera desde su mitad.
Carne de color blanco, un poco crema, con fibras verde-amarillas; textura dura, jugosa, aromática; sabor característico de la variedad, indefinido y
algo astringente, agridulce; corazón de tamaño pequeño, bulbiforme, algunos enmarcados solamente por un lado. Eje entreabierto. Celdas cartilaginosas, semicirculares. Semillas de tamaño pequeño y color marrón grisáceo.
La manzana 'Urdin Sagarra' tiene una época de maduración y recolección tardía en el invierno, se recolecta en la primera quincena de noviembre, madura durante el invierno aguanta varios meses más. Tiene uso como manzana de mesa, y también para elaboración de sidra (Grupo tecnológico: ácido-amarga).
Sensibilidad a plaga y enfermedades: resistencia alta dependiendo de las condiciones climáticas, sobre todo a las enfermedades: moteado, chancro del manzano, momificado.